# A Cruz e a Espada
"A Cruz e a Espada" é uma canção de Luiz Schiavon e Paulo Ricardo, originalmente gravada pela banda de ambos, RPM, no álbum de estreia Revoluções por Minuto (1985). Depois, Paulo Ricardo regravou como um dueto com Renato Russo em seu álbum solo Rock Popular Brasileiro, de 1996.

## Versão de João Bosco & Vinícius
A dupla João Bosco & Vinícius fez uma versão no álbum Coração Apaixonou - Ao Vivo de 2010.